# Vittorio Francesco Viola
Vittorio Francesco Viola (* 4. října 1965 Biella) je italský římskokatolický duchovní, arcibiskup, františkán a sekretář Dikasteria pro bohoslužbu a svátosti.

## Život
Narodil se 4. října 1965 v Bielle.
Po střední škole vstoupil do Řádu menších bratří. Studoval teologii na Teologickém institutu v Assisi a později liturgiku na Papežském ateneu sv. Anselma v Římě. Dne 14. září 1991 složil své věčné řeholní sliby a 3. července 1993 byl biskupem Lucou Brandolinim vysvěcen na kněze. Působil jako definitor františkánské provincie Umbrie. Byl vedoucím liturgického úřadu Církevní oblasti Umbrie. Před jmenováním biskupem vyučoval na ateneu sv. Anselma a Teologickém institutu v Assisi.
Dne 15. října 2014 jej papež František jmenoval biskupem Tortony. Biskupské svěcení přijal 7. prosince z rukou arcibiskupa Domenica Sorrentina a spolusvětiteli byli arcibiskup Gualtiero Bassetti a biskup Martino Canessa. Tuto funkci vykonával do 27. května 2021, kdy byl ustanoven sekretářem Dikasteria pro bohoslužbu a svátosti s udělením titulu osobního arcibiskupa.